# Motorveje i Island
På Island er der ingen motorveje. Nogle hovedveje i byen Reykjavik, og vejen Reykjanesbraut, som forbinder centrum med Keflavík International Airport på Reykjanes cirka 40 km mod vest, er af motorvejslignende standard, mindst firesporede, med fysisk adskillelse mellem kørselsretningerne og planfrie kryds, men efter den islandske færdselslov er de blot hovedveje.